# Da is’ ja nix
Da is’ ja nix ist eine deutsche Fernsehserie, die bei der Erstausstrahlung im Oktober 2020 vom Norddeutschen Rundfunk als online first aus einer Staffel mit sechs Episoden bestand. Nach Angaben des NDR handelt es sich um eine Culture-Clash-Komödie. Die Dreharbeiten fanden vom 18. Februar bis 6. Juni 2020 in Winsen an der Luhe und Umgebung statt. Die Erstveröffentlichung erfolgte am 1. Oktober 2020 in der ARD-Mediathek.

## Handlung
Das Hochstaplerpaar Daniela und Matthias flieht vor Investoren aus Bayern in das norddeutsche Dorf Österbrarup, wo Daniela herstammt. Es ist extrem abgelegen – ohne Handyempfang, ohne Sehenswürdigkeiten und ohne wirtschaftliche Entwicklung. Die Dorfbewohner erwarten von den vermeintlichen Tourismus-Experten einen großen Coup, der dem Dorf zahlungskräftige Kundschaft bringt. Diese „planen“ in der norddeutschen Provinz ein Ayurveda-Heilbad und setzen zwangsläufig ihre Betrügereien – verseuchter Ackerboden wird als Heilerde ausgegeben und Särge dienen als Dampfkabinen – fort. Derweil haben die bayrischen Investoren, die das Paar verfolgen, einen Geldeintreiber hinterhergeschickt, der ihnen direkt auf den Fersen ist.

## Besetzung
| Schauspieler             | Rollenname               | Episoden        | Zeitraum        |
| Hauptdarsteller          | Hauptdarsteller          | Hauptdarsteller | Hauptdarsteller |
| ------------------------ | ------------------------ | --------------- | --------------- |
| Johanna Christine Gehlen | Daniela Hinrichs         | 1–              | 2020–           |
| Sebastian Bezzel         | Mathias Groller          | 1–              | 2020–           |
| Eva Mattes               | Tante Mechthild          | 1–              | 2020–           |
| Herbert Knaup            | Dr. Bruns                | 1–              | 2020–           |
| Götz Otto                | Boris Kunze              | 1–              | 2020–           |
| Benjamin Morik           | Frank Petersen           | 1–              | 2020–           |
| Anne Weber               | Gerda Petersen           | 1–              | 2020–           |
| Nebendarsteller          |                          |                 |                 |
| Thilo Prothmann          | Andreas Köhler           | 1–              | 2020–           |
| Jannik Nowak             | Hannes Köhler            | 1–              | 2020–           |
| Elmar Gehlen             | Arno Schrobbsdorf        | 1-              | 2020–           |
| Lea Aumann               | Sandra                   | 1–              | 2020–           |
| Justus Rosenkranz        | Marco                    | 1–              | 2020–           |
| Hannes Hellmann          | Dr. Heinrich Keil        | 1–              | 2020–           |
| Peter Franke             | Frieder Hinrichs         | 1–              | 2020–           |
| Lisa Ursula Tschanz      | Katharina Wehling        | 1–              | 2020–           |
| Alexandra Gottschlich    | Constanze von der Linden | 5–              | 2020–           |

## Episodenliste
| Nr. | Originaltitel                             | Erstausstrahlung | Regie            | Drehbuch      | Zuschauerzahlen |
| --- | ----------------------------------------- | ---------------- | ---------------- | ------------- | --------------- |
| 1   | Willkommen in Österbrarup                 | 14. Dez. 2020    | Matthias Steurer | Georg Lippert |                 |
| 2   | Die schwere Kunst des schnellen Abschieds | 14. Dez. 2020    | Matthias Steurer | Georg Lippert |                 |
| 3   | Säulen der Liebe                          | 15. Dez. 2020    | Matthias Steurer | Georg Lippert |                 |
| 4   | Im Schlamm                                | 15. Dez. 2020    | Matthias Steurer | Georg Lippert |                 |
| 5   | Vom Regenwurm zum Schmetterling           | 16. Dez. 2020    | Matthias Steurer | Georg Lippert |                 |
| 6   | Der Teufel schuf das Würfelspiel          | 16. Dez. 2020    | Matthias Steurer | Georg Lippert |                 |